# 北海道道300号上川停車場線
北海道道300号上川停車場線（ほっかいどうどう300ごう かみかわていしゃじょうせん）は、北海道上川郡上川町内を結ぶ一般道道（北海道道）である。

## 概要

### 路線データ
- 起点：北海道上川郡上川町中央町（JR北海道 石北本線 上川駅）
- 終点：北海道上川郡上川町川端町（国道39号・北海道道849号日東東雲線交点）
- 路線延長：1.2km（総延長）

## 歴史
- 1957年（昭和32年）7月25日 - 254号として路線認定[1]。
- 1994年（平成6年）10月1日 路線番号を300号に変更[2]。
- 2004年（平成16年） 終点を栄町から川端町に変更。

この路線の前身は、1938年（昭和13年）9月28日に認定された地方費道52号上川停車場線である。

## 地理

### 通過する自治体
- 上川総合振興局
  - 上川郡上川町

### 交差する道路
上川町
- 北海道道640号中愛別上川線 - 新町
- 北海道道849号日東東雲線 - 川端町（終点）
- 国道39号 - 川端町（終点）

### 沿線にある施設など
上川町
- JR北海道 石北本線 上川駅 - 中央町
- 上川郵便局 - 北町515
- 旭川信用金庫上川支店 - 南町1048
- 上川町役場 - 南町